# 자하아강
자하아강(Hoplocarida)은 갑각류 아강의 하나이다. 현존하는 유일한 목은 구각목이지만 고생대에는 2개의 목(Aeschronectida, Palaeostomatopoda)도 존재했다. 암수딴몸이다.

## 하위 분류
- 구각목 (Stomatopoda) - 갯가재 포함
- † Aeschronectida
- † Palaeostomatopoda